# Joseph Vogel
Pour les articles homonymes, voir Vogel.
Joseph Vogel, ou Joe Vogel, né le 2 septembre 1973 à North Platte dans le Nebraska, est un joueur libanais de basket-ball d'origine américaine.

## Biographie
Il est choisi en 45e position par les Seattle Supersonics lors de la Draft 1996 de la NBA.
Il participe au championnat du monde en 2002.
Il est membre de l'équipe nationale libanaise de basket-ball  et participe au championnat du monde de basket-ball 2006 qui a lieu au Japon en août et septembre 2006.

## Parcours

### En club
- 1992-1996 : Rams de Colorado State  États-Unis
- 1999-2000 : Club Sagesse  Liban
- 2000-2001 : Rockford (CBA)  États-Unis
- 2001-2002 : Champville SC  Liban
- 2002-2003 : Xinjiang Flying Tigers  Chine
- 2003-2004 : Champville SC  Liban
- 2004-2013 : Riyadi Club Beyrouth  Liban
- 2013-2015 : Homenetmen  Liban
- 2015-2016 : Byblos Club  Liban
- 2017-2018 : Hoops Club  Liban